# 白俄羅斯交通
本文簡述白俄羅斯的交通概況。

## 鐵路
白俄羅斯國內的鐵路由白俄羅斯鐵路運營。白俄羅斯鐵路總長5,512（3,425英里），其中5,497 km（3,416 mi）是寬軌鐵路，874 km（543 mi）實現電氣化。首都明斯克有地鐵系統。

## 公路
白俄羅斯國內公路總長度93,055 km（57,822 mi），全部都經過鋪裝。

## 機場
2008年，白俄羅斯國內共有65個機場，有飛往世界76個國家的航班。明斯克國際機場是白俄羅斯最大的機場。